# Laphria declarata
Laphria declarata är en tvåvingeart som beskrevs av Walker 1858. Laphria declarata ingår i släktet Laphria och familjen rovflugor. Inga underarter finns listade i Catalogue of Life.